# Коффи, Линда
Линда Неллен Коффи (англ. Linda Coffee; род. 25 декабря 1942, Хьюстон, Техас) — американский юрист. Наиболее известна тем, что вместе с Сарой Веддингтон выступала в прецедентном деле Верховного суда США «Роу против Уэйда».

## Ранний период жизни и образование
Родилась в семье южных баптистов.
В 1965 году получила степень бакалавра искусств по немецкому языку в Университете Райса, а в феврале 1968 года — степень бакалавра права в Техасском университете. В мае 1968 года получила лицензию на юридическую практику в штате Техас, США.

## Карьера
После окончания юридического факультета работала в Законодательном совете Техаса (англ. Texas Legislative Council). Законодательный совет Техаса проводит исследования для Легислатуры Техаса. Коффи также была клерком Сары Хьюз, федерального судьи в Техасе. Коффи была членом Лиги действий женщин за равенство, организации, работающей над обеспечением равных возможностей трудоустройства для женщин.

### Роу против Уэйда
Адвокаты Линда Коффи и Сара Веддингтон выступали на стороне истца Нормы Маккорви, жительницы Техаса, также известной как «Джейн Роу», отстаивая её право на аборт в деле Роу против Уэйда. Псевдоним «Джейн Роу» придумала Коффи. Хотя Веддингтон более известна в этом деле, именно Коффи первая связалась с Маккорви. В деле адвокаты утверждали, что женщина имеет конституционное право на аборт из-за Четырнадцатой поправки к Конституции США. Оспариваемый закон Техаса разрешал аборты только в том случае, если это было необходимо с медицинской точки зрения для спасения жизни женщины. Решение суда было вынесено 22 января 1973 года, отменив закон об абортах Техаса большинством голосов 7 против 2. Это было знаковым решением, потому что оно позволило женщинам по всей Америке сделать аборт в первом триместре беременности и отменило многие федеральные законы и законы штата, касающиеся абортов.
После «Роу против Уэйда» Коффи работала над делами о банкротстве.
Реагируя на утечку проекта мнения Верховного суда США по делу Доббс против Организации женского здоровья Джексона, она посетовала на перспективу отмены решения в деле Роу. Она высказала мнение, что утечка была неэтичной и что Штаты [США] либо попытаются разрешить аборты, либо ограничат их, посоветовав сторонникам прочойс: «Они должны стараться изо всех сил».